# Wirry-cow
Wirry-cow o wirry-carl era un termine scozzese che indicava una creatura spaventosa del folclore scozzese. A volte era usato per il Diavolo o lo spaventapasseri.

## Letteratura
La parola fu usata da Walter Scott nel romanzo Guy Mannering. 

## Etimologia
La parola wirry è la forma antica dell'inglese worry, "preoccupazione". La parola cow significa "spaventare", mentre carl, "uomo". 